# David Beckham
Sir David Robert Joseph Beckham, OBE (ur. 2 maja 1975 w Londynie) – angielski piłkarz, który grał na pozycji prawego pomocnika, reprezentant Anglii.
W marcu 2008 rozegrał 100. mecz w kadrze w spotkaniu przeciwko Francji. Od 15 listopada 2000 do 2 lipca 2006 był kapitanem reprezentacji. Tę rolę w kadrze pełnił w 58 spotkaniach. Opaskę kapitana zdjął zaraz po mundialu 2006. Do kadry powrócił rok później. W maju 2013 zakończył karierę piłkarską. Na początku 2019 został współwłaścicielem klubu z Manchesteru, Salford City FC, wspólnie z dawnymi kolegami z boiska z Manchesteru United. Jest prezydentem Inter Miami CF, który od 2020 gra w lidze MLS.

## Życiorys

### Wczesne lata
Urodził się 2 maja 1975 w Leytonstone, jednej z dzielnic Londynu. Pochodzi z rodziny robotniczej. Jest synem Sandry West, stylistki fryzur, oraz Davida Edwarda Beckhama. Ze strony matki ma żydowskie pochodzenie, sam określa się jako „pół-Żyd” i zaznacza, że judaizm miał najwięcej udziału w jego życiu religijnym.
Od najmłodszych lat uwielbiał grać w piłkę nożną. Razem z ojcem kibicował drużynie Manchesteru United.

### Kariera
Karierę juniorską zaczynał w Tottenhamie FC. Jako młodzik grywał również w Brimsdown Rovers i drużynie młodszej Manchester United.
Karierę zawodową zaczął w Manchesterze United, w którym grał przez 10 lat. Po dwóch latach został wypożyczony do drużyny Preston North End, w której zagrał pięć spotkań, strzelając dwa gole. Po powrocie do Manchesteru wygrał z klubem sześć tytułów mistrza ligi Angielskiej oraz Ligę Mistrzów UEFA w 1999, pokonując Bayern Monachium 2:1. Rok wcześniej był bohaterem skandalu, kiedy to podczas meczu z Argentyną w ramach Pucharu Świata został usunięty z boiska, co wywołało powszechne oburzenie kibiców. W klubie występował z numerem „7” na koszulce.

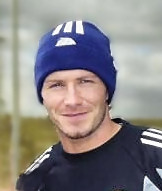
Beckham (2005)

W 2003 podpisał kontrakt z Realem Madryt, w którym grał przez cztery sezony (2003–2007). Kwota jego transferu wyniosła 37 mln euro. Stał się pierwszym brytyjskim graczem, który rozegrał ponad 100 spotkań w Lidze Mistrzów. W ostatnim sezonie dla drużyny wygrał ligę hiszpańską. 17 czerwca 2007 zagrał ostatni mecz w sezonie.
W styczniu 2007 ogłosił, że kończy współpracę z Realem Madryt i podpisuje pięcioletni kontrakt z Los Angeles Galaxy. Strony podpisały kontrakt 1 lipca 2007, Beckham stał się wówczas najlepiej zarabiającym piłkarzem w historii Major League Soccer. Zadebiutował 21 lipca w towarzyskim spotkaniu z Chelsea na stadionie The Home Depot Center. Pierwszego gola dla klubu strzelił 15 sierpnia w półfinale SuperLigi. Na jego debiutancki mecz ligowy, który odbył się 18 sierpnia, przyszła rekordowa liczba kibiców na stadionie Giants Stadium.
W styczniu 2009 został wypożyczony na pół roku do A.C. Milan. W zimowym okienku transferowym w 2010 po raz kolejny został wypożyczony do AC Milan. 14 marca 2010, w meczu przeciwko Chievo Werona, zerwał lewe ścięgno Achillesa. Mimo pomyślnie przeprowadzonej operacji, kontuzja wykluczyła go z udziału na Mistrzostwach Świata w Piłce Nożnej 2010 w RPA. Został pomocnikiem ówczesnego trenera reprezentacji Anglii, Fabio Capello.
31 stycznia 2013 został zawodnikiem Paris Saint-Germain, z którym związał się półroczną umową. 16 maja ogłosił zakończenie kariery, a swój ostatni oficjalny mecz rozegrał 18 maja 2013 w meczu Ligue 1 sezonu 2012/13, w którym PSG zmierzyło się z Brestem.
Dwa razy zajął drugie miejsce w plebiscycie Piłkarza Roku FIFA. W latach 2004 i 2009 był najlepiej zarabiającym piłkarzem.
Brał udział w wielu kampaniach reklamowych, swojego nazwiska użyczył także linii kosmetyków. Jest ambasadorem dobrej woli UNICEF.
W styczniu 2014 podczas konferencji prasowej potwierdził, że rozpoczął tworzenie klubu piłkarskiego w Miami, który weźmie udział w rozgrywkach Major League Soccer.

### Życie prywatne

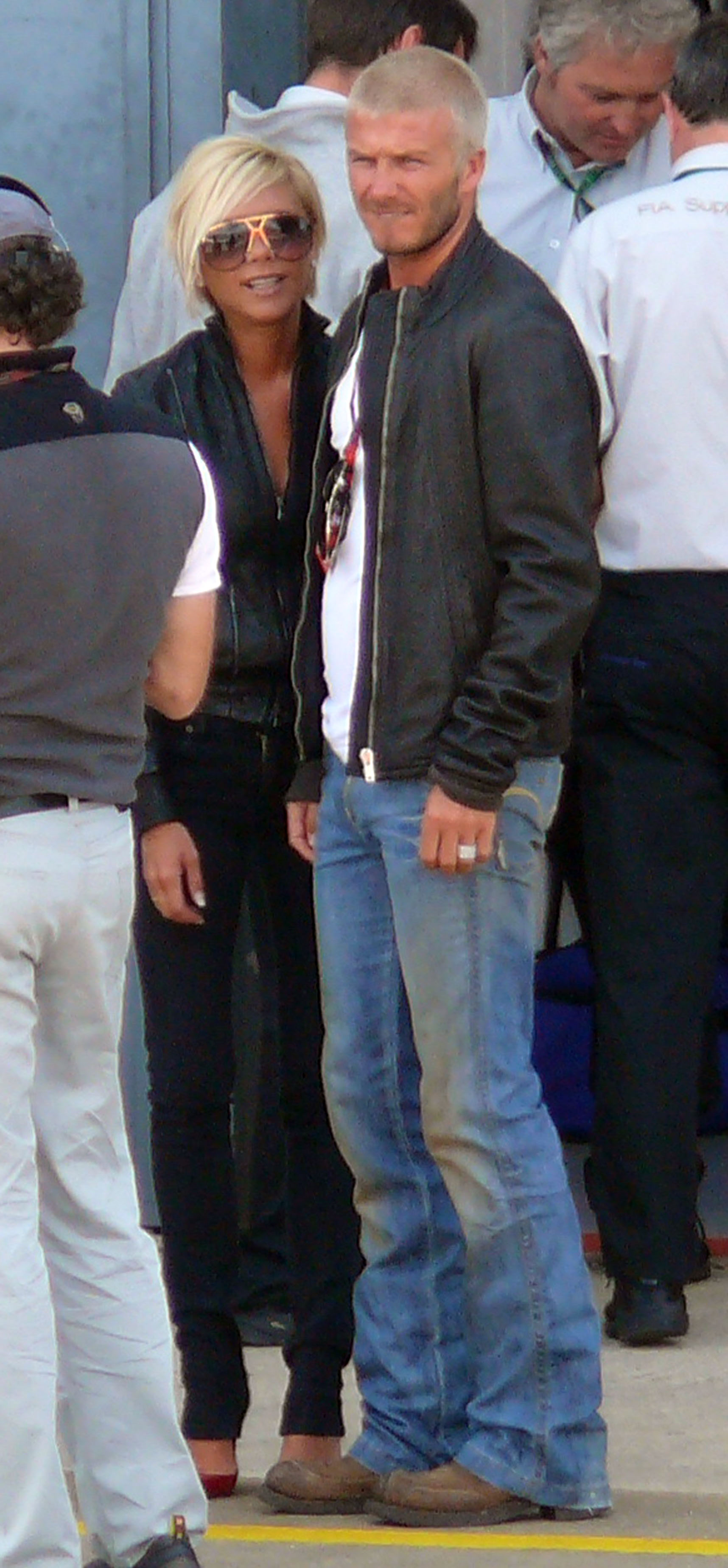
David i Victoria Beckhamowie (2008)

W 1998 oświadczył się Victorii Adams, wokalistce zespołu Spice Girls. 4 lipca 1999 wzięli ślub w zamku Lutyrelstown w Dublinie, a reportaż z uroczystości — w zamian za wpłatę 1 mln funtów – zamieścił na swoich łamach magazyn „OK!”. Mają trzech synów: Brooklyna Josepha (ur. 4 marca 1999 w Marylebone), Romeo Jamesa (ur. 1 września 2002 w Marylebone) i Cruza Davida (ur. 20 lutego 2005 w Madrycie), oraz córkę Harper Seven (ur. 10 lipca 2011 w Los Angeles).
W 2015 majątek małżeństwa oszacowano na 240 mln funtów, co uplasowało ich na 410. miejscu listy najbogatszych Brytyjczyków.
Został wyróżniony licznymi nagrodami m.in. Orderem Imperium Brytyjskiego. W rankingu na 50. najlepszych mężczyzn magazynu „OK!” Beckham zajął pierwsze miejsce.
W latach 2003–2004 jego nazwisko było najczęściej wyszukiwanym w Google tematem związanym ze sportem. W 2015 amerykański magazyn "People" uznał Beckhama za najseksowniejszego mężczyznę na świecie.
W czerwcu 2020 został współwłaścicielem brytyjskiej organizacji e-sportowej Guild Esports, biorącej udział w turniejach Valoranta, Fortnite, Rocket League i FIFA. 16 października 2024 r. amerykańska firma DCB Sports LLC wykupiła 100% aktywów za 100 tysięcy funtów.
Podczas rosyjskiej inwazji na Ukrainę wyraził poparcie dla Ukrainy. Udostępnił ukraińskiemu lekarzowi swój profil na Instagramie 71,4 mln obserwujących, aby pokazać pracę ośrodka okołoporodowego w Charkowie. W związku z rosyjską inwazją na Ukrainę wraz z żoną zainicjował zbiórkę pieniędzy na pomoc ukraińskim dzieciom i ich matkom za pośrednictwem UNICEF.
W 2025 otrzymał tytuł szlachecki.

## Osiągnięcia

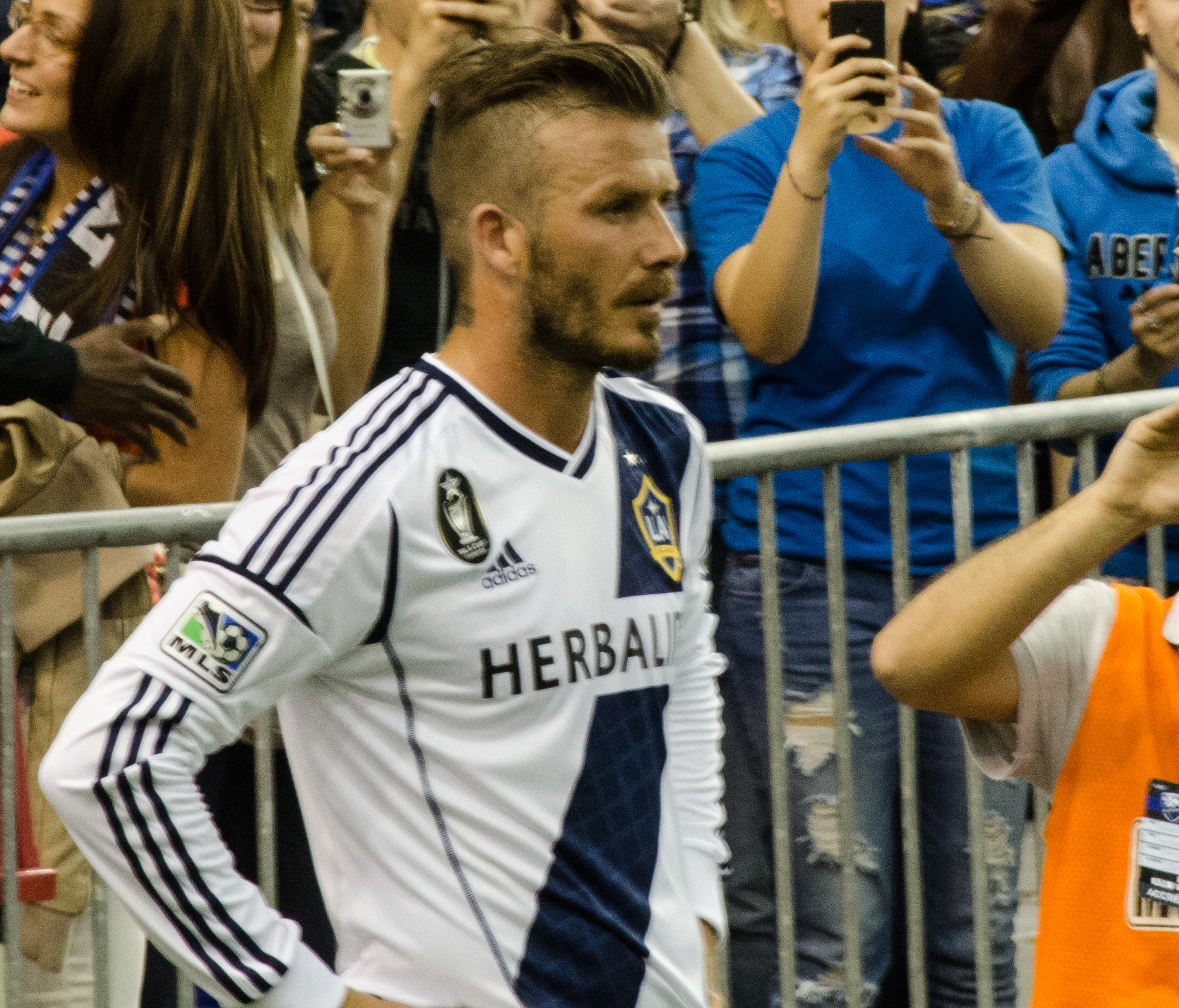
Beckham (2012)

### Manchester United
- FA Youth Cup: 1992
- Mistrzostwo Anglii: 1995/96, 1996/97, 1998/99, 1999/2000, 2000/01, 2002/03
- Puchar Anglii: 1995/96, 1998/99
- Tarcza Wspólnoty: 1996, 1997
- Liga Mistrzów: 1998/99
- Puchar Interkontynentalny: 1999

### Real Madryt
- Mistrzostwo Hiszpanii: 2006/07
- Superpuchar Hiszpanii: 2003

### Los Angeles Galaxy
- Puchar MLS: 2011, 2012
- MLS Western Conference: 2009, 2010, 2011, 2012
- MLS Supporters' Shield: 2010, 2011

### Paris Saint-Germain
- Mistrzostwo Francji: 2012/13

### Reprezentacja
- Tournoi de France (1): 1997
- FA Summer Tournament (1): 2004

### Odznaczenia
- Odznaka Rycerza Kawalera – 2025[30]
- Oficer Orderu Imperium Brytyjskiego – 2003[20][21]

## Statystyki

### Klub
Stan na 12 maja 2013:
| Manchester United                | 1992–93                      | FA Premier League            | 1   | 0   |
| Manchester United                | 1993–94                      | FA Premier League            | 0   | 0   |
| Preston North End (wypożyczenie) | 1994–95                      | Third Division               | 5   | 2   |
| Manchester United                | 1994–95                      | FA Premier League            | 10  | 1   |
| Manchester United                | 1995–96                      | FA Premier League            | 40  | 8   |
| Manchester United                | 1996–97                      | FA Premier League            | 49  | 12  |
| Manchester United                | 1997–98                      | FA Premier League            | 50  | 11  |
| Manchester United                | 1998–99                      | FA Premier League            | 55  | 9   |
| Manchester United                | 1999–2000                    | FA Premier League            | 48  | 8   |
| Manchester United                | 2000–01                      | FA Premier League            | 46  | 9   |
| Manchester United                | 2001–02                      | FA Premier League            | 43  | 16  |
| Manchester United                | 2002–03                      | FA Premier League            | 52  | 11  |
| Manchester United                | Razem dla Manchesteru United | Razem dla Manchesteru United | 394 | 85  |
| Real Madryt                      | 2003–04                      | La Liga                      | 45  | 7   |
| Real Madryt                      | 2004–05                      | La Liga                      | 38  | 4   |
| Real Madryt                      | 2005–06                      | La Liga                      | 41  | 5   |
| Real Madryt                      | 2006–07                      | La Liga                      | 31  | 4   |
| Real Madryt                      | Razem dla Realu Madryt       | Razem dla Realu Madryt       | 155 | 20  |
| Los Angeles Galaxy               | 2007                         | MLS                          | 7   | 1   |
| Los Angeles Galaxy               | 2008                         | MLS                          | 25  | 5   |
| A.C. Milan (wypożyczenie)        | 2008–09                      | Serie A                      | 20  | 2   |
| Los Angeles Galaxy               | 2009                         | MLS                          | 15  | 2   |
| A.C. Milan (wypożyczenie)        | 2009–10                      | Serie A                      | 13  | 0   |
| A.C. Milan (wypożyczenie)        | Razem dla A.C. Milan         | Razem dla A.C. Milan         | 33  | 2   |
| Los Angeles Galaxy               | 2010                         | MLS                          | 10  | 2   |
| Los Angeles Galaxy               | 2011                         | MLS                          | 30  | 2   |
| Los Angeles Galaxy               | 2012                         | MLS                          | 31  | 8   |
| Los Angeles Galaxy               | Razem dla Los Angeles Galaxy | Razem dla Los Angeles Galaxy | 118 | 20  |
| Paris Saint-Germain              | 2012–13                      | Ligue 1                      | 13  | 0   |
| Razem                            | Razem                        | Razem                        | 718 | 129 |

### Reprezentacja
Stan na 10 czerwca 2012:
| Reprezentacja Anglii | Reprezentacja Anglii | Reprezentacja Anglii |
| Rok                  | Występy              | Gole                 |
| -------------------- | -------------------- | -------------------- |
| 1996                 | 3                    | 0                    |
| 1997                 | 9                    | 0                    |
| 1998                 | 8                    | 1                    |
| 1999                 | 7                    | 0                    |
| 2000                 | 10                   | 0                    |
| 2001                 | 10                   | 5                    |
| 2002                 | 9                    | 3                    |
| 2003                 | 9                    | 4                    |
| 2004                 | 12                   | 2                    |
| 2005                 | 9                    | 1                    |
| 2006                 | 8                    | 1                    |
| 2007                 | 5                    | 0                    |
| 2008                 | 8                    | 0                    |
| 2009                 | 8                    | 0                    |
| Razem                | 115                  | 17                   |